# Perdidos en la noche
Perdidos en la noche és una pel·lícula mexicana, alemanya, neerlandesa i danesa de 2023 dirigida per Amat Escalante, amb el suport de companyies de Suïssa i el Regne Unit. En aquest thriller, un jove va a la recerca del culpable de la desaparició de la seva mare.
La pel·lícula va ser seleccionada per a participar en la secció Cannes Premiere al 76è Festival Internacional de Cinema de Canes.

## Argument
Paloma, professora i activista, protesta contra la indústria minera local. Poc després, desapareix sense deixar rastre. Tres anys després, el seu fill Emiliano busca al culpable. Aquest jove de 20 anys té un gran sentit de la justícia. A causa de la incompetència del sistema judicial, es pren la justícia per la seva mà. Una pista el condueix a la casa d'estiu de la rica i excèntrica família Aldama. El clan està liderat per la prominent matriarca Carmen Aldama. A la recerca de la veritat, Emiliano se submergeix en un fosc món ple de secrets, mentides i venjança.

## Repartiment
- Juan Daniel García Treviño
- Ester Expósito
- Bárbara Mori
- Fernando Bonilla Martínez
- María Fernanda Osio
- Jero Medina
- Vicky Araico
- Mayra Hermosillo

## Producció
Perdidos en la noche és el sisè llargmetratge dirigit pel cineasta mexicà Amat Escalante. Coescribió el guió amb el seu germà Martín Escalante. El rodatge es va dur a terme des de principis d'octubre fins a finals de novembre de 2021 a Guanajuato i Ciutat de Mèxic.

## Recepció
Segons el lloc web de l'agregació de ressenyes Rotten Tomatoes, Perdidos en la noche té una puntuació d'aprovació del 61% basada en 18 ressenyes dels crítics, amb una puntuació mitjana de 5,9/10.
Lee Marshall de ScreenDaily va considerar que la pel·lícula era "en el seu cor, una pel·lícula de crim bastant convencional", subratllant que "sota la seva superfície nerviosa [la pel·lícula] hi ha bàsicament un fil de detectiu per a nens".
David Rooney de The Hollywood Reporter va considerar que la pel·lícula de thriller de misteri sobre la desigualtat de classe era "absorbent, però rarament més que això".